# Martin Bücking

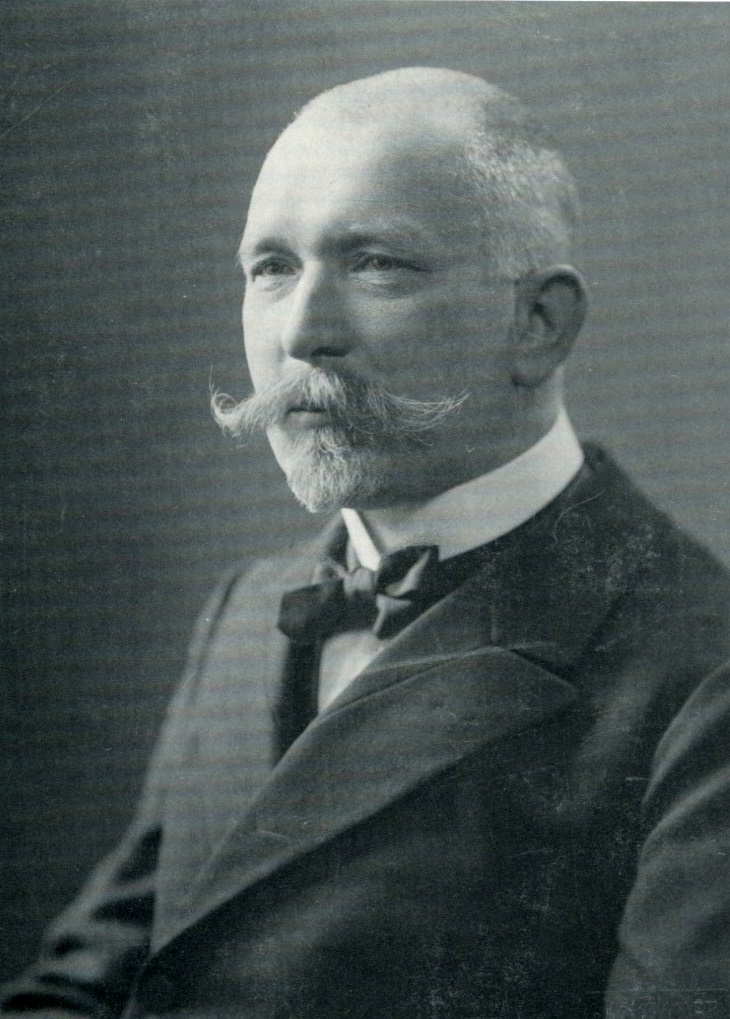
Martin Bücking

Martin Bücking (* 20. März 1868 in Oldenburg (Oldb); † 8. März 1954 in Hamburg-Blankenese) war ein deutscher evangelisch-lutherischer Pfarrer und Schriftsteller.

## Leben
Als Sohn eines Rektors studierte Bücking Evangelische Theologie an der Friedrich-Alexander-Universität Erlangen und der Friedrich-Wilhelms-Universität zu Berlin. Danach war er zwei Jahre Hauslehrer in Stuhr und drei Jahre Rektor in Altenbruch. Am 11. August 1895 wurde er in der Lambertikirche (Oldenburg) ordiniert. Nach kurzer Zeit im Pfarramt Schortens wurde er Hilfsprediger und im November 1895 Pfarrer in Bockhorn (Friesland). Er liebte die Friesische Wehde.
Von der St.-Katharinen-Gemeinde in Braunschweig wurde er am 30. September 1900 als zunächst 2. Pastor gewählt und am 6. Januar 1901 eingeführt. Während des Ersten Weltkrieges gehörte er wie die Braunschweiger Theologen Wilhelm Eisenberg (1877–1918) von der Reformierten Gemeinde, Superintendent Johannes Beste oder Henry Beck (1865–1929) von der St. Jakobi-Gemeinde zu den sogenannten Kriegs- und Propagandapredigern. So hielt er zum Beispiel am 5. September 1917 anlässlich einer Großveranstaltung vor dem Braunschweiger Schloss zum deutschen Sieg in der Schlacht um Riga eine flammende Rede. Er war Herausgeber und Schriftleiter der umfangreichen Heftsammlung Die Braunschweiger im Weltkriege 1914–1918.
Bücking gehörte zu den Unterzeichnenden bei der Gründung des Pfarrernotbundes am 30. November 1933 in Blankenburg (Harz). Konservativ-national gesinnt, hielt Bücking Distanz zu seinem Katharinenkollegen Johannes Schlott, dem Gauleiter der Deutschen Christen für Braunschweig. Im Alter von 66 Jahren ließ Bücking sich 1934 nach 33 Dienstjahren in den Ruhestand versetzen.
Seine Romane und Erzählungen spielen in den Landschaften, in denen er gelebt hat.

## Werke
- Rektor Siebrand. Eine Erzählung von der Elbmündung. Niedersachsen, Bremen 1904.
- Brackwasser, Roman. Berlin 1907.
- Der Seelöwe (1910)
- mit Hinrich F. Munderloh: Jugendfreund. Lesebuch für Mittelklassen. Stalling 1910.
- Die Leute vom Kleeblatt. Hamburg 1918.
- Zeteler Markt. Roman von der friesischen Wehde, (1919)
- mit Rudolf Stolle (Hg.): Die Braunschweiger im Weltkrieg 1914–1918. Vaterländisches  Kriegsgedenkbuch im Auftrag des Landesvereins für Heimatschutz im Herzogtum Braunschweig. Appelhans, Braunschweig 1920.
- Die Fortuna. Roman von der Unterweser (1921)
- Die den Sieg behalten. Hamburg 1922.
- Zum Reformationsfest (1924)
- Gedächtnisrede für den Buchhändler Herrn Johannes Neumeyer, geh. in Braunschweig am 24. Juli 1929 (1929)
- Oldenburgs landschaftlicher Schmuck. Ein kleiner Beitrag zur Geschichte der Gründung und Entwicklung der Garten- und Parkanlagen in der Residenzstadt Oldenburg. (1884). Nachdruck 1985, hg. von Klaus Dede.